# イブラヒム・ムスタファ
イブラヒム・ムスタファ（Ibrahim Mustapha, セルビア語: Ибрахим Мустафа、2000年6月18日 - ）は、ガーナとセルビアのサッカー選手。ポジションはフォワード、ミッドフィールダー。

## 経歴

### レッドスター・ベオグラード
2022年7月10日のセルビア・スーペルリーガ、FKラドニチュキ・ニシュ戦に出場しトップチームデビューを果たした。